# Sergej Fokitjev
Sergej Rostislavovitj Fokitjev (ryska: Сергей Ростиславович Фокичев), född 4 februari 1963 i Tjerepovets, är en rysk före detta skridskoåkare som tävlade för Sovjetunionen.
Fokitjev blev olympisk guldmedaljör på 500 meter vid vinterspelen 1984 i Sarajevo.